# Yuliya Bakastova
Yuliya Bakastova (em ucraniano:  Юлія Олександрівна Бакастова; 26 de junho de 1996) é uma esgrimista ucraniana, campeã olímpica.

## Carreira
Ela começou a competir pela Ucrânia na temporada 2016/17. Desde então, ela representa a Ucrânia em várias competições internacionais. No Campeonato Europeu de Esgrima de 2018 em Novi Sad, Sérvia, ela ganhou sua primeira medalha internacional.
Bakastova também é três vezes medalhista por equipe no Campeonato Europeu e ganhou medalhas de prata nos campeonatos de 2018 e 2024, e a medalha de bronze no campeonato de 2022. Nos Jogos Olímpicos de Verão de 2024, em Paris, França, conquistou a medalha de ouro na disputa de sabre por equipes, ao lado de Alina Komashchuk, Olha Kharlan, Olena Kravatska.